# Wyścigowe Mistrzostwa Węgier 1995
1995 – sezon wyścigowych mistrzostw Węgier.